# UNetbootin
UNetbootin (Universal Netboot Installer) — это свободная кроссплатформенная утилита для создания Live USB системы из ISO-образа CD/DVD диска с Linux/BSD.

## Информация
Утилита записывает ISO-образ диска с системой на USB-носитель FAT32 и устанавливает загрузчик syslinux.

## Возможности

### Режим установки на USB
В этом режиме установки создаётся загрузочный USB-носитель или же загрузочный жёсткий диск.
- Кроссплатформенная (доступна для Windows, Linux и MacOS)
- Недеструктивная инсталляция (не производится форматирование USB-носителя)
- Поддерживает абсолютное большинство Unix дистрибутивов, включая (но не ограничиваясь): Arch Linux, CentOS, Debian, Fedora, Linux Mint, Mandriva, openSUSE, Slackware, Ubuntu, FreeDOS, FreeBSD, NetBSD и их вариации.
- Может загружать различные системные утилиты, включая (но не ограничиваясь):
  - Parted Magic — менеджер разделов (изменение, поиск ошибок, бэкап/восстановление разделов)
  - Super Grub Disk — загрузочная утилита для поиска-исправления ошибок, восстановления и изменения загрузочной записи GRUB из различных ОС
  - Backtrack — дистрибутив, основанный на Ubuntu, направленный на анализ и тестирования сетей
  - Ophcrack — утилита для восстановления паролей MS Windows
  - NTPasswd — утилита для сброса паролей MS Windows и редактирования реестра
  - Gujin — графический загрузчик для загрузки различных операционных систем
  - Smart Boot Manager (SBM) — загрузчик для загрузки с CD-ROM/Floppy на компьютерах со старым BIOS (в ситуациях, когда BIOS не может загрузиться с компакт-диска или дискеты)
  - FreeDOS — операционная система FreeDOS
- Автоматическое определение всех съёмных устройств в системе.

### Режим установки на жёсткий диск
В этом режиме установки выполняет установку по сети или «frugal install» без CD, так же как и при использовании Win32-loader.
Отличительной особенностью использования UNetbootin является поддержка большого числа различных дистрибутивов Linux, также растёт количество поддерживаемых *BSD систем, переносимость и универсальность программы, возможность использовать для создания различных ядер, initrd и образов дисков (включая ISO образы). В отличие от Wubi и похожих на Win32-loader, при установке на жёсткий диск, UNetbootin устанавливается на раздел жёсткого диска и создаёт возможность в последующем загрузить как Windows так и Linux.

## Поддержка дистрибутивов и ОС
Здесь приводится список официально проверенных дистрибутивов и операционных систем (при добавлении не проверенных официально и запущенных энтузиастами — список значительно расширится):
| Тип ОС | Дистрибутив      | Версия(ии)                                     |
| ------ | ---------------- | ---------------------------------------------- |
| Linux  | Ubuntu/Kubuntu   | 6.06 и выше                                    |
| Linux  | Debian           | Stable/Squeeze / Testing/Wheeze / Unstable/Sid |
| Linux  | Linux Mint       | 3.1 и выше                                     |
| Linux  | Calculate Linux  | 11.12 и выше                                   |
| Linux  | openSUSE         | 10.2 и выше                                    |
| Linux  | Arch Linux       | 2007.08                                        |
| Linux  | Damn Small Linux | 4.4                                            |
| Linux  | SliTaz           | Stable/Cooking                                 |
| Linux  | Puppy Linux      | 4.00                                           |
| *BSD   | FreeBSD          | 6.3 и выше                                     |
| *BSD   | NetBSD           | 4.00                                           |
| Linux  | Fedora           | 7 и выше                                       |
| Linux  | PCLinuxOS        | 2007 и выше                                    |
| Linux  | Gentoo           | 2007.0 и выше                                  |
| Linux  | Zenwalk          | 5.2                                            |
| Linux  | Slax             | 6                                              |
| Linux  | Dreamlinux       | 3.2                                            |
| Linux  | Elive            | Development                                    |
| Linux  | CentOS           | 4/5                                            |
| Linux  | Mandriva         | 2007.1/2008.0/2008.1/2010                      |
| Linux  | FaunOS           | 0.5.4                                          |
| Linux  | Frugalware Linux | Stable/Testing/Current                         |
| Linux  | Slackware        | ?                                              |
| DOS    | FreeDOS          | ?                                              |

### Успешно загруженные через диск (diskimage)
| Тип ОС | Дистрибутив                                              | Версия(ии)   |
| ------ | -------------------------------------------------------- | ------------ |
| Linux  | gOS                                                      | 3.0          |
| Linux  | Ubuntu                                                   | 9.04         |
| Linux  | PUD                                                      | 0.4.8.6 LXDE |
| Linux  | TinyMe                                                   | 2008.0       |
| Linux  | AntiX                                                    | 8            |
| Linux  | Mepis                                                    | 7.0          |
| Linux  | gNewSense                                                | deltah-2.1   |
| Linux  | BLAGs Архивная копия от 1 января 2014 на Wayback Machine | 90000        |

Данный список постоянно расширяется и изменяется, самую свежую версию вы можете найти здесь.